# Teorema delle sezioni parallele
Il teorema delle sezioni parallele afferma che, in un solido a punta (cono, piramide), condotti dei piani paralleli alla base del solido, i solidi individuati sono simili e il loro rapporto di similitudine è il rapporto tra le altezze (distanza del piano parallelo dal vertice), il rapporto tra le aree è il quadrato del rapporto tra le altezze, e il rapporto tra i volumi è il cubo del rapporto tra le altezze.